# Inoue Kaoru

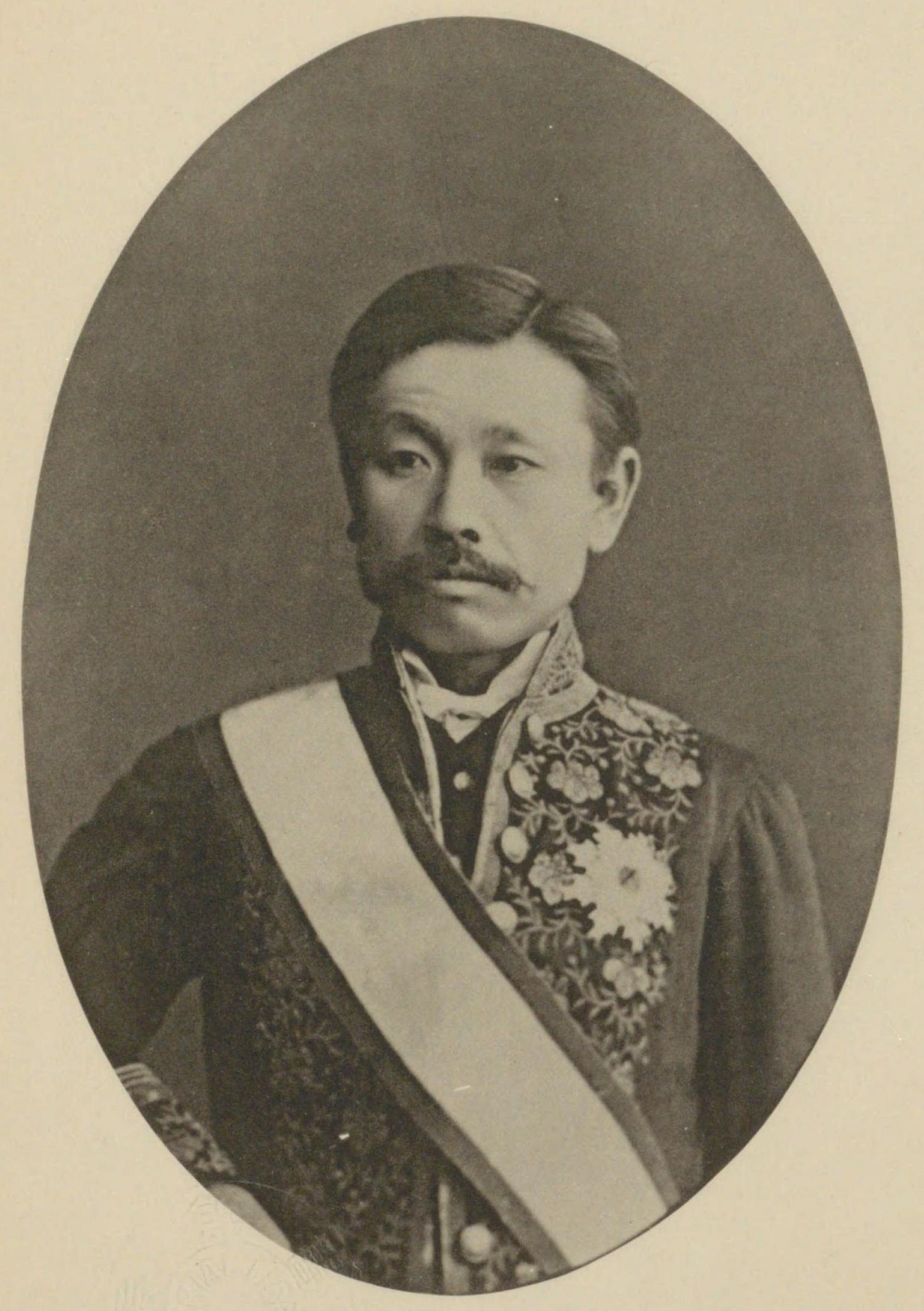
1880 (Meiji 13)

Conde Inoue Kaoru (井上 馨, Inoue Kaoru), (16 de janeiro de 1836 - 1 de setembro de 1915) foi um estadista japonês e um membro da Oligarquia Meiji que governou o Japão durante o período Meiji (1868-1912).